# Cattedrale della Santa Croce (Telese)
La cattedrale della Santa Croce era l'antica chiesa episcopale della diocesi telesina, edificata nell'alto medioevo, abbandonata dopo il sisma del 1349 (che tra l'altro formò anche il lago di Telese) e di cui oggi restano pochi ruderi lungo via Roma a Telese Terme.

## Storia
Nel X secolo si ha notizia di una cattedrale costruita extra moenia rispetto a Telesia e riedificata in forme maestose intorno all'anno 1000 come si apprende da un diploma del 1068 quando un Roberto (forse Roberto il Guiscardo) donò al vescovo Arnaldo Telesino il feudo di Sant'Agatella di 337 moggia perché aveva da poco riedificato la chiesa episcopale.
Questa chiesa venne nei secoli abbellita e restaurata dai vari vescovi che si susseguirono alla guida della diocesi.
Il terremoto del 1349 danneggiò la cattedrale e causò, a seguito dello sconvolgimento del suolo e della fuoriuscita di vapori sulfurei, lo spopolamento della cittadina e l'inizio del continuo vagare dei vescovi che nel XVII secolo si stabilirono definitivamente in Cerreto Sannita.
Nel 1599 fu trovata dal vescovo Eugenio Savino in cattivo stato di conservazione essendo «[...] esposta per essere in campagna sola, abbandonata dall'altre case, e che da tutti i viandanti può essere assassinata [...] e al presente vi entrano bovi e si sono rubati i catenacci delle porte [...] Vi sono a Telese solo cinque famiglie, una taverna per i viandanti che esige il pedaggio, un mulino ed una gualchiera, mentre un funebre lenzuolo stendesi per quella plaga divenuta dimora di morte».
Nonostante ciò i vescovi continuarono a farvi celebrare ogni settimana la messa e ad eseguire delle riparazioni provvisorie. Fino ai primi anni del XVII secolo, quando fu sancito il definitivo trasferimento della cattedra vescovile da Telese a Cerreto Sannita, vi si tenevano le cerimonie di insediamento dei nuovi vescovi ed i sinodi diocesani.
Mons. Giovanni Battista de Bellis vi fece un sopralluogo con alcuni tecnici al fine di ricostruirla bonificando anche i terreni vicini ma il terremoto del 5 giugno 1688 rase al suolo definitivamente i ruderi rimasti e questa idea sfumò definitivamente.

## Descrizione

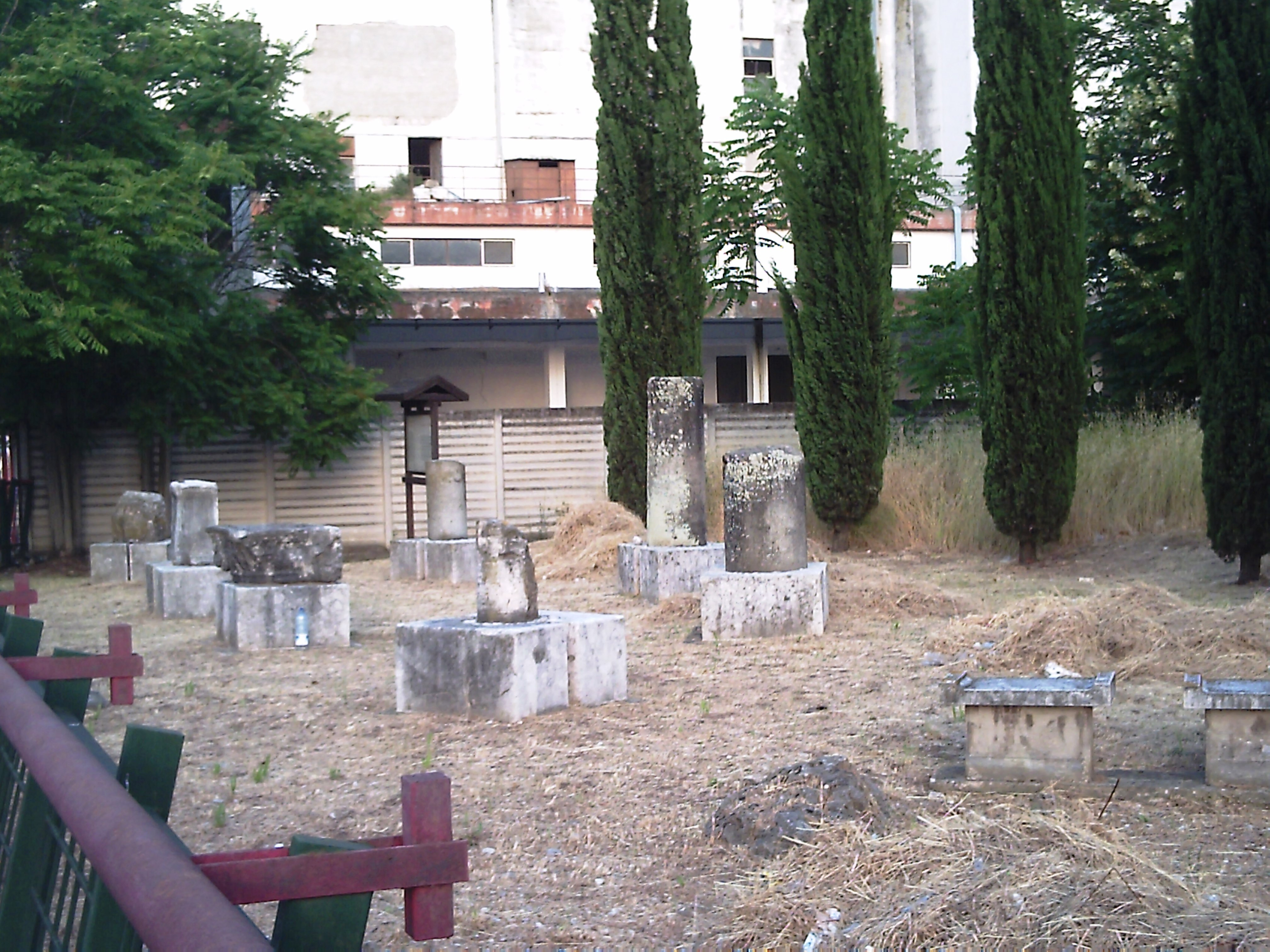
I resti della cattedrale.

Della cattedrale restano alcuni ruderi riportati alla luce grazie a degli scavi archeologici condotti a partire dal 1992 e che hanno visto il ritrovamento della Torre Campanaria e basi di colonne e colonne circolari. La massiccia torre campanaria venne edificata in età tardo longobarda e possiede diversi materiali di riporto da edifici romani come un fregio in pietra e la riproposizione dell'opus reticulatum delle mura di Telesia. Successivamente la torre è stata trasformata in colombaia.
La chiesa era in stile romanico con impianto basilicale a tre navate divise da archi poggianti su colonne circolari di pietra, forse provenienti da alcuni templi di Telesia. Il trono vescovile, circondato da più colonne, era quadrangolare ed aveva nella parte anteriore due leoni scolpiti mentre sullo schienale era un'aquila.
Nell'abside era un affresco raffigurante il Cristo benedicente.
Attualmente il parco archeologico della cattedrale risulta essere in stato di abbandono.